# 高向王
高向王（たかむくのおおきみ、生没年不詳）は、飛鳥時代の皇族。用明天皇の孫にあたる。宝皇女の最初の夫で、漢皇子の父。

## 概要
『日本書紀』巻第二十六の冒頭部は、斉明天皇は、はじめ用明天皇の孫の高向王に嫁いで漢皇子を産み、のちに舒明天皇に再嫁して皇后となり、二男一女（天智天皇・間人皇女・天武天皇）を産んだと記している。
高向王の経歴は不明であり、父も不明であるが、一説に父親は田目皇子とされている。『本朝皇胤紹運録』によると、高向王は用明天皇の皇子とされている。この場合は聖徳太子の兄弟となるが、太子関連の記録にはその名前は見えない。
のちに斉明天皇となる宝皇女との離別の理由もよく分かっていないが、天智天皇の生年（推古天皇34年、626年）以前の出来事とされ、田村皇子（舒明天皇）の即位以前のことであるため、皇子との結びつきが非常に重要になる。
その名前から高向臣が資養にあたったとされ、高向国押が蘇我本宗家滅亡の際に中大兄皇子に対して軍陣を張ったことなどから、蘇我氏との関係が深かったことが推定される。